# Partido Reformista de Nieves
El Partido Reformista de Nieves (en inglés: Nevis Reformation Party), abreviado como NRP, es un partido político de San Cristóbal y Nieves, operativo únicamente en la Isla Nieves. Es uno de los dos principales partidos políticos de la isla, junto al Movimiento de los Ciudadanos Responsables (CCM), con el que mantiene un sistema bipartidista. Fue fundado en 1970 por Simeon Daniel para representar los intereses nevisianos. Gobernó la isla desde la concesión de su autonomía tras la independencia de la Federación en 1983, con Daniel como Premier, hasta su derrota ante el CCM en 1992, y nuevamente desde 2006 hasta 2013, con Joseph Parry.
Ocupó un escaño en la Asamblea Nacional entre 1971 y 1975. Retornó a la Asamblea en 1980 y retuvo la mayoría de la representación de Nieves hasta 1993, cuando el CCM ganó dos escaños y el NRP uno solo. Esta representación se mantuvo intacta hasta 2020, cuando el CCM arrebató al NRP su único escaño, situación que se mantuvo en 2022. Actualmente, el partido no tiene ninguno de los once escaños de la Asamblea Nacional, pero es el partido de oposición oficial en Nieves y tiene dos de los cinco escaños de la Asamblea Insular después de perder ante el CCM en las elecciones de 2022. Desde 2020, el NRP está dirigido por la empresaria y consultora ambiental Janice Daniel-Hodge, la primera mujer en liderar un partido político en el país e hija del primer Premier de Nieves, Simeon Daniel.
El NRP formó parte del gobierno federal en coalición con el Movimiento de Acción Popular entre 1980 y 1995, y nuevamente desde 2010 hasta 2015 en alianza con el Partido Laborista de San Cristóbal y Nieves.

## Resultados electorales

### Asamblea Nacional
|  | 7.73 % |

|  | 26.13 % |

|  | 16.24 % |

|  | 81.07 % |

|  | 16.02 % |

|  | 84.23 % |

|  | 10.13 % |

|  | 92.71 % |

|  | 11.11 % |

|  | 63.19 % |

|  | 8.55 % |

|  | 43.89 % |

|  | 7.03 % |

|  | 46.08 % |

|  | 7.83 % |

|  | 47.36 % |

|  | 7.48 % |

|  | 45.99 % |

|  | 9.75 % |

|  | 47.03 % |

|  | 10.81 % |

|  | 45.33 % |

|  | 8.02 % |

|  | 38.87 % |

|  | 8.91 % |

|  | 42.50 % |

### Asamblea de Nieves
|  | 94.39 % |

|  | 0.00 % |

|  | 0.00 % |

|  | 0.00 % |

|  | 0.00 % |

|  | 48.69 % |

|  | 50.26 % |

|  | 46.19 % |

|  | 43.28 % |

|  | 47.23 % |